# 别利亚耶夫卡农村居民点
别利亚耶夫卡农村居民点（俄语：Беляевское сельское поселение）是俄罗斯联邦伏尔加格勒州旧波尔塔夫卡区所属的一个农村居民点。其下辖有1个居民点，行政中心为别利亚耶夫卡。据2016年统计，该农村居民点的人口为383人。